# Linowno
Linowno, dawniej Linowo (niem. Woltersdorf) – wieś sołecka w Polsce położona w województwie zachodniopomorskim, w powiecie drawskim, w gminie Drawsko Pomorskie. W latach 1975–1998 miejscowość administracyjnie należała do województwa koszalińskiego. W roku 2007 wieś liczyła 315 mieszkańców. Najbardziej na wschód położona miejscowość gminy.
Działa tu zespół ludowy "Radość".

## Geografia
Wieś leży ok. 7,5 km na południowy wschód od Drawska Pomorskiego, między Gudowem a Lubieszewem, ok. 2 km na północ od jeziora Lubie.

## Zabytki
Do wojewódzkiego rejestru zabytków wpisane są:
- zespół dworski, z połowy XIX wieku:
  - dwór z połowy XIX wieku
  - park dworski z połowy XIX w.
- kościół ewangelicki, obecnie filialny pw. św. Ignacego Loyoli neogotycki, rzymskokatolicki należący do parafii pw. Chrystusa Króla w Suliszewie, dekanatu Drawsko Pomorskie, diecezji koszalińsko-kołobrzeskiej, metropolii szczecińsko-kamieńskiej. Budowla jednonawowa, wzbogacona o wieżę z latarnią wybudowaną z boku nawy. Drzwi kościelne posiadają ozdobne zawiasy[7].